# Zaha Hadid
Dame Zaha Mohammad Hadid DBE RA (arabsko زها حديد Zahā Ḥadīd), iraško - britanska arhitektka, * 31. oktober 1950, Bagdad, † 31. marec 2016, Miami.
Arhitektka, umetnica in oblikovalka, priznana kot glavna osebnost v arhitekturi poznega 20. in zgodnjega 21. stoletja. Hadidova, rojena v Bagdadu v Iraku, je kot dodiplomski študij študirala matematiko, nato pa se je leta 1972 vpisala na šolo za arhitekturo Arhitekturnega združenja (Architectural Association School of Architecture). V iskanju alternativnega sistema tradicionalnim arhitekturnim risbam ter pod vplivom suprematizma in ruske avantgarde je Hadidova sprejela slikarstvo kot oblikovalsko orodje in abstrakcijo kot raziskovalno načelo, da bi »ponovno raziskala prekinjene in nepreizkušene eksperimente modernizma [...], da bi razkrila nova področja gradnje«.
The Guardian jo je opisal kot »kraljico krivulj«, ki je »osvobodila arhitekturno geometrijo in ji dala povsem novo izrazno identiteto«. Njena glavna dela so Londonski vodni center za olimpijske igre 2012, Broad Art Museum, rimski muzej MAXXI in operna hiša Guangzhou. Nekatere njene nagrade so bile podeljene posthumno, vključno s kipcem za nagrade Brit Awards 2017. Več njenih stavb je bilo v času njene smrti še v gradnji, vključno z mednarodnim letališčem Daxing v Pekingu in stadionom Al Wakrah (danes Al Janoub) v Katarju, prizoriščem svetovnega prvenstva v nogometu leta 2022.
Hadidova je bila prva ženska prejemnica Pritzkerjeve nagrade za arhitekturo, ki jo je prejela leta 2004. Bila je tudi prejemnica najprestižnejše britanske nagrade za arhitekturo, Stirlingove nagrade, ki jo je prejela kar dvakrat, in sicer v letih 2010 in 2011. Leta 2012 je prejela častni naziv Dame, ki ji ga je podelila britanska kraljica Elizabeta II. Britanska za zasluge v arhitekturi. Leta 2015 je postala prva in doslej edina ženska, ki je s strani Royal Institute of British Architects prejela Kraljevo zlato medaljo.

## Zgodnje življenje in družina
Zaha Hadid se je rodila 31. oktobra 1950 v Bagdadu v Iraku v iraški družini višjega razreda. Njen oče, Muhammad al-Hajj Husayn Hadid, je bil bogat industrialec iz Mosula. Leta 1932 je soustanovil levo liberalno skupino al-Ahali, pomembno politično organizacijo v 1930-ih in 1940-ih. Bil je soustanovitelj Nacionalne demokratske stranke v Iraku in minister za finance po strmoglavljenju monarha po iraškem državnem udaru leta 1958 za vlado generala Abd al-Karima Qasima. Njena mati Wajiha al-Sabunji je bila umetnica iz Mosula, medtem ko je bil njen brat Foulath Hadid pisatelj, računovodja in strokovnjak za arabske zadeve. Hadidova je nekoč v intervjuju omenila, kako so njena potovanja v starodavna sumerska mesta v južnem Iraku v zgodnjem otroštvu vzbudila njeno zanimanje za arhitekturo. V 1960-ih je Hadidova obiskovala internate v Angliji in Švici. Hadidova je bila neporočena in brez otrok.

## Kariera
Hadidova je študirala matematiko na Ameriški univerzi v Bejrutu, preden se je leta 1972 preselila v London na študij na Arhitekturno šolo za arhitekturo. Tam je študirala pri Remu Koolhaasu, Elii Zenghelisu in Bernardu Tschumiju. Njen nekdanji profesor, Koolhaas, jo je ob diplomi opisal kot »planet v lastni orbiti«. Zenghelis jo je opisal kot »najbolj izjemno učenko, ki jo je kdaj poučeval. Imenovali smo jo izumiteljica 89 stopinj. Nikoli nič ni bilo pri 90 stopinjah. Imela je spektakularen vid. Vse stavbe so eksplodirale v drobne koščke.« Spomnil se je, da so jo manj zanimale podrobnosti, kot so stopnišča. »Kakor je narisala stopnišče, bi si udaril glavo ob strop, prostor pa se je zmanjševal in zmanjševal in končali bi v zgornjem kotu stropa. Ni ji bilo mar za drobne podrobnosti. Njene misli so bile osredotočene na širše slike – ko je šlo za stavbno pohištvo, je vedela, da lahko to popravimo pozneje. Imela je prav.«  Njena diplomska naloga AA, Malevich's Tektonik, je bila koncept in dizajn za 14-nadstropni hotel na londonskem Hungerford Bridgeu, izvedena kot akrilna slika, ki so jo navdihnila dela ruskega suprematističnega umetnika Kazimirja Maleviča.
Po diplomi leta 1977 je odšla delat za svoja nekdanja profesorja, Koolhaasa in Zenghelisa, na Uradu za metropolitansko arhitekturo v Rotterdamu na Nizozemskem. Ko je sodelovala s Koolhaasom, je spoznala arhitekturnega inženirja Petra Ricea, ki ji je dal podporo in spodbudo v zgodnjih fazah njene kariere. Hadidova je postala naturalizirana državljanka Združenega kraljestva. Leta 1980 je v Londonu odprla lastno arhitekturno podjetje Zaha Hadid Architects. V zgodnjih 1980-ih je Hadidova s svojimi izjemno podrobnimi in profesionalnimi skicami predstavila občinstvu nov sodoben arhitekturni slog. Takrat so bili ljudje osredotočeni na postmodernistične modele, zato so bili njeni dizajni drugačen pristop k arhitekturi, ki jo je ločil od drugih oblikovalcev.
Svojo kariero je nato začela s poučevanjem arhitekture, najprej na Architectural Association, nato čez leta na Harvard Graduate School of Design, Univerzi Cambridge, Univerzi v Chicagu, Hochschule für bildende Künste v Hamburgu, Univerzi Illinois v Chicagu in Univerza Columbia. Zgodnji sloves si je prislužila s svojimi predavanji ter barvitimi in radikalnimi zgodnjimi zasnovami in projekti, ki so bili veliko objavljeni v arhitekturnih revijah, vendar so ostali večinoma nezgrajeni. Njeni ambiciozni, a nedokončani projekti so vključevali načrt za Peak v Hong Kongu (1983) in načrt za operno hišo v Cardiffu v Walesu (1994). Izkušnja iz Cardiffa je bila še posebej odvračajoča; njeno zasnovo je natečajna žirija izbrala za najboljšo, vendar je Millennium Commission, ki deluje kot organ financiranja, zavrnila plačilo in naročilo je bilo dodeljeno drugemu in manj ambicioznemu arhitektu. Hadidin odgovor na odločitev je bilo vprašanje: »Ali ne želijo nič drugega kot povprečnost?«. Njen ugled v tem obdobju je v veliki meri temeljil na njenem poučevanju ter domiselnih in barvitih slikah, ki jih je naredila iz svojih predlaganih stavb. Njen mednarodni ugled se je močno povečal leta 1988, ko je bila izbrana, da pokaže svoje risbe in slike kot ena od sedmih arhitektov, izbranih za sodelovanje na razstavi Deconstructivism in Architecture, ki sta jo kurirala Philip Johnson in Mark Wigley v newyorškem Muzeju moderne umetnosti. To, konferenca v Tate v Londonu in poročanje o njenem delu v medijih, sta ne le ponesla njeno ime v arhitekturni svet, ampak sta ljudem omogočila, da so s Hadidovo povezali poseben slog arhitekture.